# Yusuf Şimşek
Yusuf Şimşek (ur. 20 lipca 1975 w Elmalı) – turecki piłkarz występujący na pozycji pomocnika. Obecnie jest trenerem tureckiego Antalyaspor.

## Kariera klubowa
Yusuf karierę rozpoczynał w klubie Kemerspor. W 1996 roku trafił do pierwszoligowego Denizlisporu. W 1997 roku zajął z klubem 17. miejsce i spadł z nim do drugiej ligi. W 1999 roku powrócił z Denizlisporem do ekstraklasy. W sumie spędził tam cztery lata. Łącznie rozegrał tam 82 ligowe spotkania i zdobył 39 bramek.
W 2000 roku przeszedł do Fenerbahçe SK. W sezonie 2000/2001 zdobył z klubem mistrzostwo Turcji. Również w tamtym sezonie wystąpił z Fenerbahçe w finale Pucharu Turcji, jednak został tam z nim pokonany po rzutach karnych przez Gençlerbirliği SK. W sezonie 2001/2002 wywalczył z klubem wicemistrzostwo Turcji. W styczniu 2004 został wypożyczony do Gaziantepsporu, z którym na koniec sezonu zajął 4. miejsce w lidze. Po zakończeniu sezonu 2003/2004 podpisał kontrakt z Ankarasporem. Tam spędził pół roku, a w styczniu 2005 odszedł do Sebatsporu. W jego barwach grał do końca sezonu 2004/2005, w którym uplasował się z klubem na 18. pozycji i został z nim zdegradowany do drugiej ligi. W sumie rozegrał 11 ligowych spotkań i strzelił 3 gole.
Latem 2005 podpisał kontrakt w pierwszoligowym Denizlisporem, którego barwy reprezentował już w latach 1996-2000. Tym razem spędził tam trzy sezony. Łącznie zagrał tam w 89 ligowych meczach i zdobył 19 bramek. W lipcu 2008 roku przeszedł do Bursasporu. Zadebiutował tam 21 września 2008 w wygranym 1:0 meczu z Kayserisporem. W Bursasporze grał przez pół roku. W tym czasie wystąpił tam w 10 ligowych pojedynkach.
W styczniu 2009 odszedł do Beşiktaşu JK. Pierwszy ligowy występ w jego barwach zanotował 25 stycznia 2009 w wygranym 1:0 pojedynku z Denizlisporem. W sezonie 2008/2009 zdobył z klubem mistrzostwo Turcji i Puchar Turcji. W 2011 roku przeszedł do Kayseri Erciyessporu.

## Kariera reprezentacyjna
W drużynie narodowej Yusuf zadebiutował 17 listopada 2007 w wygranym 2:1 meczu eliminacji Mistrzostw Europy 2008 z Norwegią. Ostatecznie Turcja awansowała na Euro, jednak Yusuf nie został powołany do kadry. Uczestniczył też z reprezentacją w eliminacjach Mistrzostw Świata 2010. Dotychczas w kadrze zagrał pięć razy (stan na 6 czerwca 2009).